# Battaglia di Treize-Septiers
La battaglia di Treize-Septiers è stata una battaglia della prima guerra di Vandea combattuta l'6 ottobre 1793 a Treize-Septiers.

## Antefatto
L'esercito di Magonza, sconfitto, ripiegò su Nantes il 22 settembre, ma due giorni dopo il 24 settembre, il generale Jean Baptiste Canclaux elaborò un nuovo piano che inviò al generale Jean Antoine Rossignol, generale in capo dell'esercito di Angers e Saumur. Questa volta il piano non prevedeva più l'accerchiamento delle forze vandeane ma un'offensiva condotta dalle due armata principale, che dovevano convergere al centro della Vandea Militare, il primo a partire fu l'esercito di Magonza, e poi l'esercito che si formò a Bressuire composto dalle truppe di Alexis Chalbos e di Antoine Joseph Santerre.

## La battaglia
Il 25 settembre l'esercito di Magonza uscì da Nantes e attraversò le campagne, questo prese rapidamente Montaigu e Clisson quasi senza combattere. Infine il 6 ottobre a Treize-Septiers, l'avanguardia dell'esercito di Magonza, sempre comandato da Jean-Baptiste Kléber, si scontrò con l'esercito cattolico e reale di Maurice d'Elbée e di Charles de Bonchamps.
Il combattimento durò due ore e l'esito restò incerto per molto tempo, a decidere lo scontro fu l'arrivo delle truppe comandate da Canclaux e Beaupuy che arrivarono in rinforzo di Kléber che causò la sconfitta dei vandeani

## Conseguenze
Nel frattempo arrivò a Parigi, la notizia della sconfitta dei repubblicani nella battaglia di Tiffauges, che causò enormi ripercussioni, infatti su decisione di Bertrand Barère, il 1º ottobre venne emanata la legge che preveda la distruzione della Vandea e quella che ordinava ai generali repubblicani di incendiare le città insorte. La Convenzione nazionale decise quindi di unire l'esercito di Nantes comandato da Canclaux con quella di Angers comandato da Rossignol, formando così l'"esercito dell'ovest" per porre fine ai frequenti litigi tra gli stati maggiori dei due eserciti. Inoltre vi fu un'epurazione degli ufficiali nobili e persero il loro comando Canclaux, Rey e Grouchy, mentre Aubert du Bayet venne richiamato a Parigi.
Il generale Rossignol in perenne conflitto con i commissari in missione, venne trasferito nell'esercito delle coste di Brest. Venne quindi nominato come nuovo generale dell'esercito dell'Ovest il sanculotto Jean Léchelle, giudicato da Kléber come: "il più vigliacco dei soldati, il più cattivo degli ufficiali ed il più ignorante dei comandanti che abbia mai visto. Non sapeva cosa fosse la carta, sapeva scrivere appena il suo nome e non c'è stata una sola volta che si avvicinò ad un fucile vandeano; in una parola, nulla poteva essere paragonato alla sua vigliaccheria e alla sua stupidità, soltanto la sua arroganza, la sua brutalità e la sua testardaggine".
L'8 ottobre il generale Jean Léchelle arrivò a Montaigu accompagnato dal rappresentante Jean-Baptiste Carrier e dal generale Jean Dembarrère, ma di fronte alla nota incapacità di Léchelle, Merlin di Thionville e Turreau affidarono ufficiosamente il comando delle operazioni a Kléber. Il 13 ottobre, i repubblicani incendiarono Clisson e il giorno dopo Tiffauges.